# Monnaie de Paris

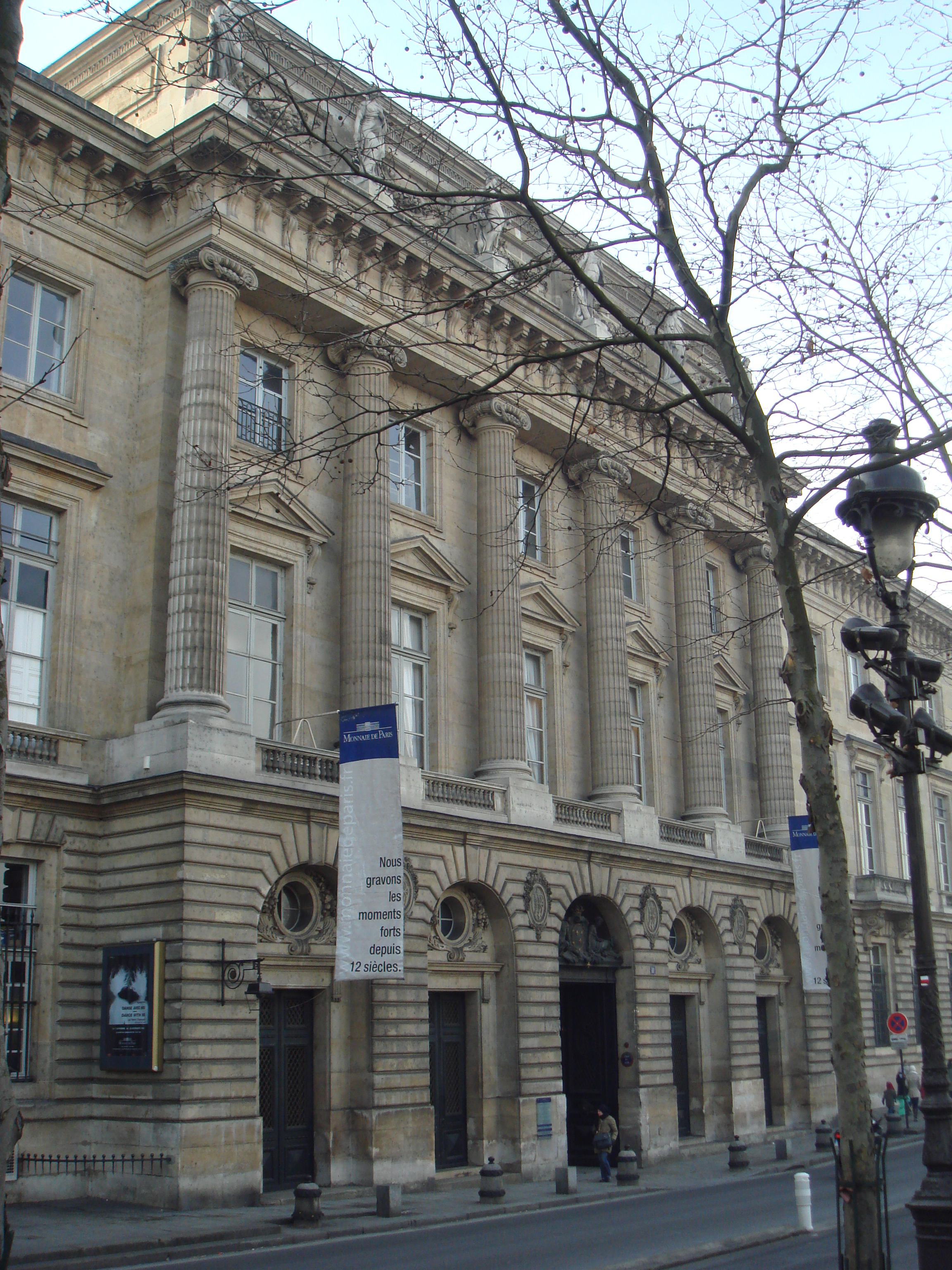

De Monnaie de Paris is het Franse nationale munthuis in Parijs. De Franse Munt werd in het leven geroepen door het Edict van Pîtres onder Karel II van Frankrijk. Het is de oudste nog steeds actieve Franse overheidsinstelling. Tussen 1358 en 1879 waren er verschillende muntateliers onder officieel gezag van de Munt. In 1770 neemt de Munt haar intrek in het Hôtel de la Monnaie aan de Quai Conty in Parijs (naar ontwerp van Denis Antoine). In 1973 werd in Pessac (Gironde) een muntfabriek gebouwd, waar de Franse frank en sinds 1998 de Franse euromunten worden geslagen.
De Monnaie de Paris slaat ook munten voor andere landen, waaronder de Luxemburgse euromunten en de Maltese euromunten.